# وليم كاكستون
وليم كاكستون (ولد على الأرجح في 1422 - توفي على الأرجح في 1491) أحد رواد الطباعة في العالم وهو أول من أدخل الطباعة إلى إنجلترا، بدأ حياته العملية تاجراً في الحرير، ثم راح يصنع الحرير بنفسه ويكسب مالاً وفيراً أتاح له القيام بالاسفار.
وفي أثناء تجواله رأى مطبعة في كولونيا الألمانية أذهلته، فتعلم كاكستون صناعة الطباعة في كولون بألمانيا. وفكّر في الفائدة التي يمكن أن تجنيها منها بلاده، ثم عاد إلى بلاده عام 1476م لينشئ له مطبعة في وستمنستز بلندن.
كانت طباعة أول كتاب باللغة الإنجليزية على يديه عام 1475 وهو الكتاب الرومانسي ( Recuyell of the Historyes of Troye ) وذلك بعد أن ترجمه كاكستون نفسه من الفرنسية. كما ترجم العديد من الكتب إلى الإنجليزية وطبعها. وفي المحصلة فإن أربع أخماس مطبوعات كاكستون كانت باللغة الإنجليزية التي كانت حينها ما تزال في طور التشكل. ويقدر أنه قد طبع نحو 100 كتاب منها كتاب عن الشطرنج، وآخر عن حصار مدينة طراودة في الخارج، كما طبع أول كتاب للصغار وهو خرافات إيسوب عام 1484. وهو صاحب أول ملصق دعائي في إنجلترا، هذا الملصق تم تثبيته على أبواب الكنائس يعلن عن طرح كتاب في المكتبات، وكان ذلك في عام 1472.
وبعد عام 1476م انهالت عليه طلبات الطبع، والكثير من الأعمال التي نشرها كان مهدىّ إلى ملوك إدوارد الرابع ملك إنجلترا، وريتشارد الثالث ملك إنجلترا، وهنري السابع ملك إنجلترا، وكان إحدى هذه الكتب المطبوعة موت الملك آرثر لتوماس مالوري.
ولا نعرف الشيء الكثير عن هذا الكاتب ويقول كاكستون أنه كان فارساً توفي حوالي 1472م. وكتابه محاولة لجمع من أساطير حول الملك آرثر، بما فيها تلك التي كُتبت بالفرنسية.

## روابط خارجية
- وليم كاكستون على موقع الموسوعة البريطانية (الإنجليزية)
- وليم كاكستون على موقع إن إن دي بي (الإنجليزية)